# 24.000 Baci
24.000 Baci är den franska sångerskan Aylin Prandis första album som kom ut 2011. Albumet innehåller 14 låtar. Låtarna är inspelade på Italienska.

## Låtlista
| Nr  | Titel                      | Längd | Notering |
| --- | -------------------------- | ----- | -------- |
| 1.  | 24.000 Baci                | 2.07  |          |
| 2.  | Solo Tu                    | 2.21  |          |
| 3.  | L'Italiana                 | 2.58  |          |
| 4.  | Twist á St. Tropez         | 2.25  |          |
| 5.  | Tu Vuo Fa L'Americano      | 2.33  |          |
| 6.  | Una Storia Importante      | 3.10  |          |
| 7.  | Via Con Me                 | 2.36  |          |
| 8.  | Prima Canzone              | 2.40  |          |
| 9.  | Datemi Martello            | 2.55  |          |
| 10. | Il Ragazzo Della Via Gluck | 3.49  |          |
| 11. | Sara Perche Ti Amo         | 2.34  |          |
| 12. | Bambola                    | 2.48  |          |
| 13. | Cuore                      | 2.54  |          |
| 14. | Dove La Felicita           | 2.45  |          |
|     | Total                      | 38.44 |          |